# یوزف اسمولکا
یوزف اسمولکا (چکی: Josef Smolka; ۲۲ مارس ۱۹۳۹ – ۱ ژوئن ۲۰۲۰) بازیکن والیبال اهل چکسلواکی بود.